# Бастай
Бастай (нем. Bastei — бастион; высота 305 м над уровнем моря) — формация из песчаных скал со смотровой площадкой в Саксонской Швейцарии на правом берегу реки Эльба между курортом Ратен и городом Велен. Скалы возвышаются над Эльбой на высоту 194 метра. Бастай входит в число самых посещаемых туристических достопримечательностей Саксонской Швейцарии. Часть природного парка, который включает как Саксонскую Швейцарию, так и Богемскую Швейцарию (в Чешской республике). Популярное место для скалолазания. 

## Мост
Бастай знаменит уже более 200 лет уникальным Бастайским мостом (нем. Basteibrücke). Первоначально построен деревянным в 1824 году. В 1851 заменён современным из песчаника. Мост — историческая достопримечательность, архитектурный памятник, охраняемый государством.

## История
Уже название Бастай (сравни: Бастион) показывает на бывшее включение крутых скал в оборонительное кольцо скального замка Нойратен. Но только в 1592 впервые — в рамках геодезической съемки Саксонии — упоминается название Бастай. Уже в 1800 году скалы считались туристически интересной целью, по так называемой «тропе художников» (Malerweg) ходили многие художники. Каспар Давид Фридрих после посещения этих мест написал известную картину Felsenschlucht. Дата обращения: 15 февраля 2007. Архивировано из оригинала 16 февраля 2007 года..
С увеличением числа туристов, посещающих Бастай, в 1812 появились две торговые лавки. Через два года на смотровой площадке возвели защитные перила. В 1826 хижину для укрытия от непогоды расширили и перестроили под ресторан. Под названием Basteibrücke появился деревянный мост, который связывает Бастай со скалами Steinschleuder и Neurathener Felsentor. 1851 деревянный мост был заменён мостом из песчаника. Он имеет длину 76,5 м и перекрывает своими 7 дугами глубокое (40 м) ущелье с названием Mardertelle.
Александр Скрябин во время своих гастролей по Германии, в частности в Дрездене, дважды бывал на Бастае. Под впечатлением этих посещений им была написана одноимённая прелюдия «Бастай».

## Туризм

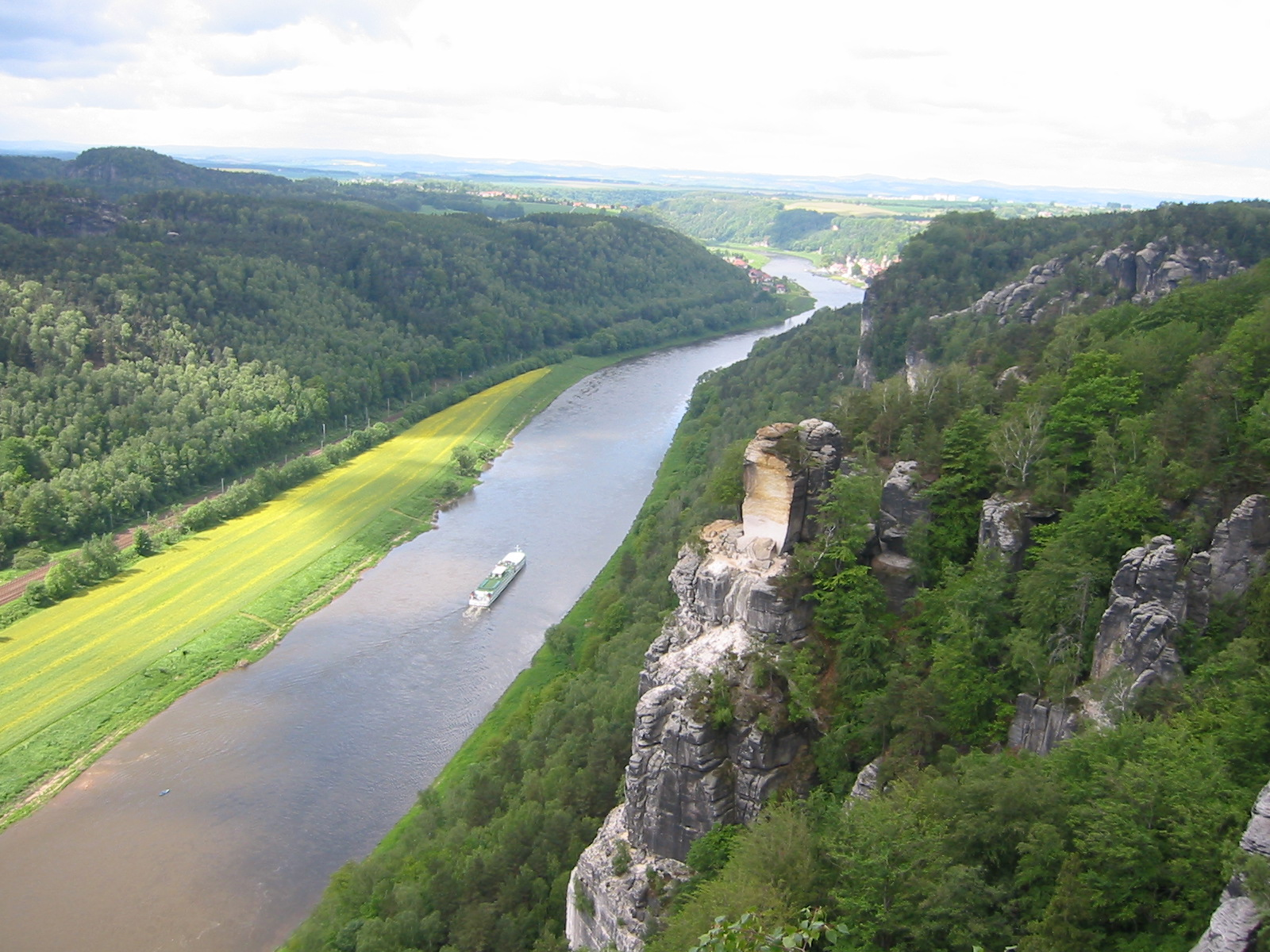
Эльба и скала «Варттурм»

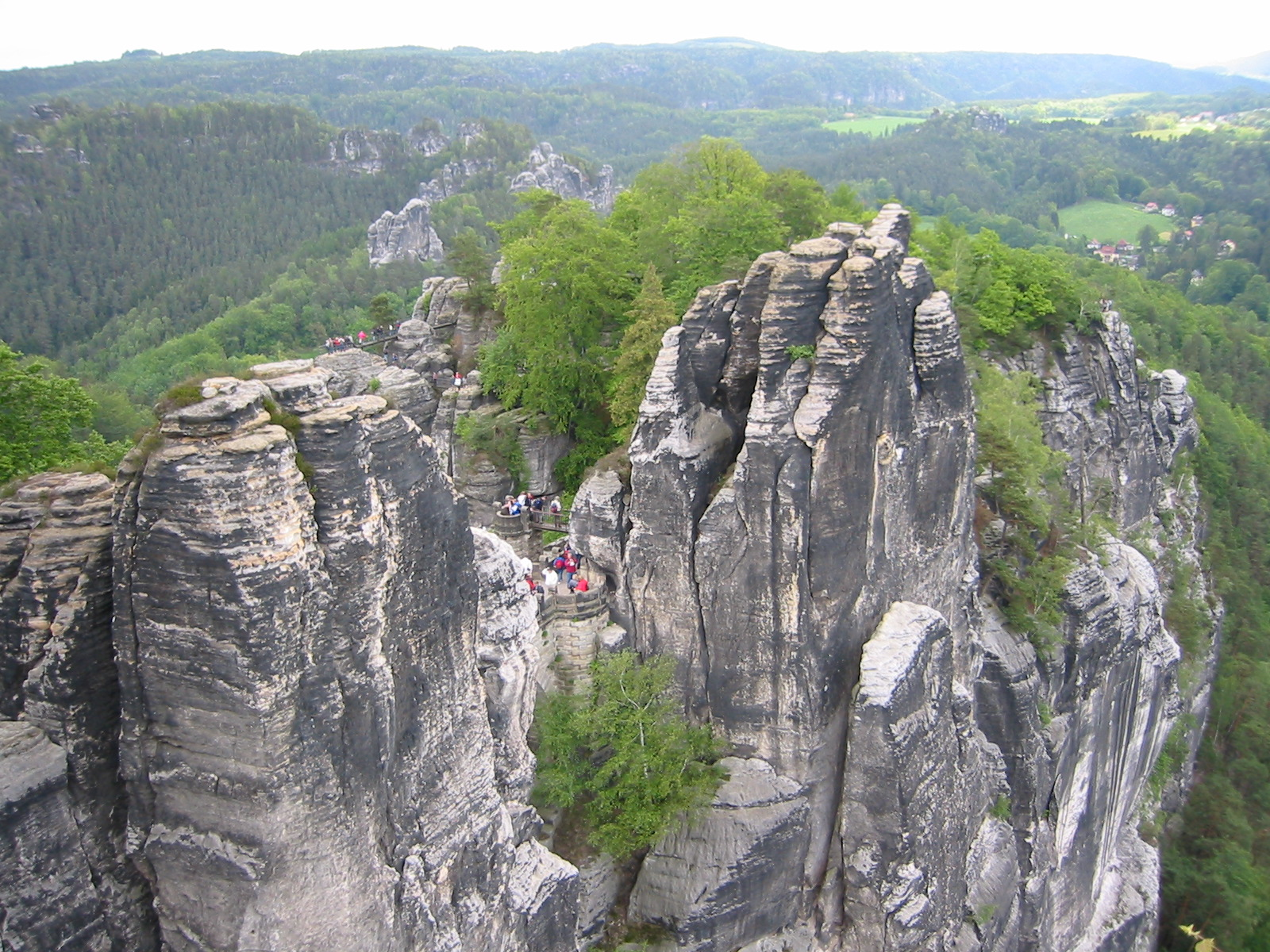
Бастай в 2004

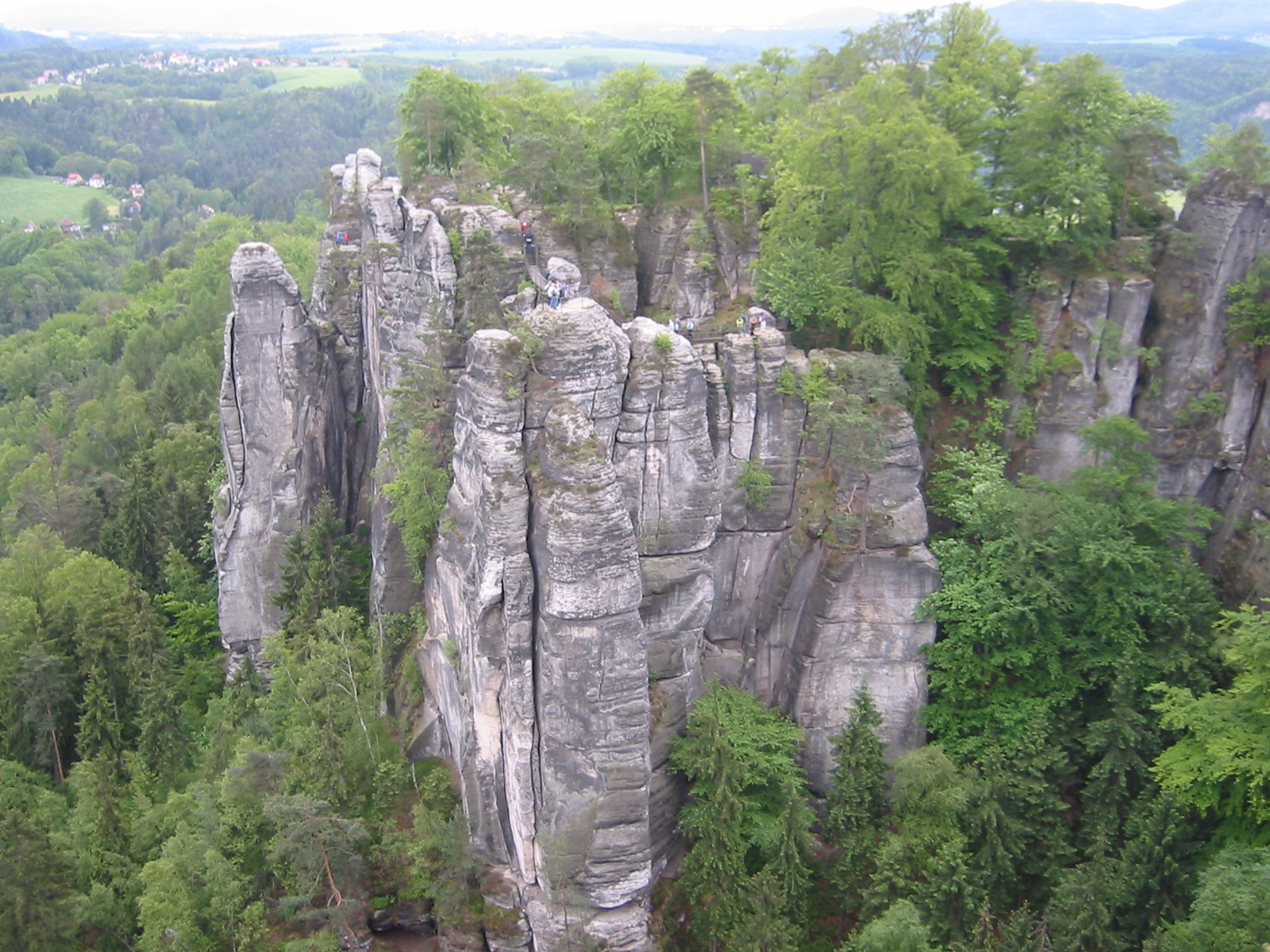
Скальный замок Нойратен

## Галерея

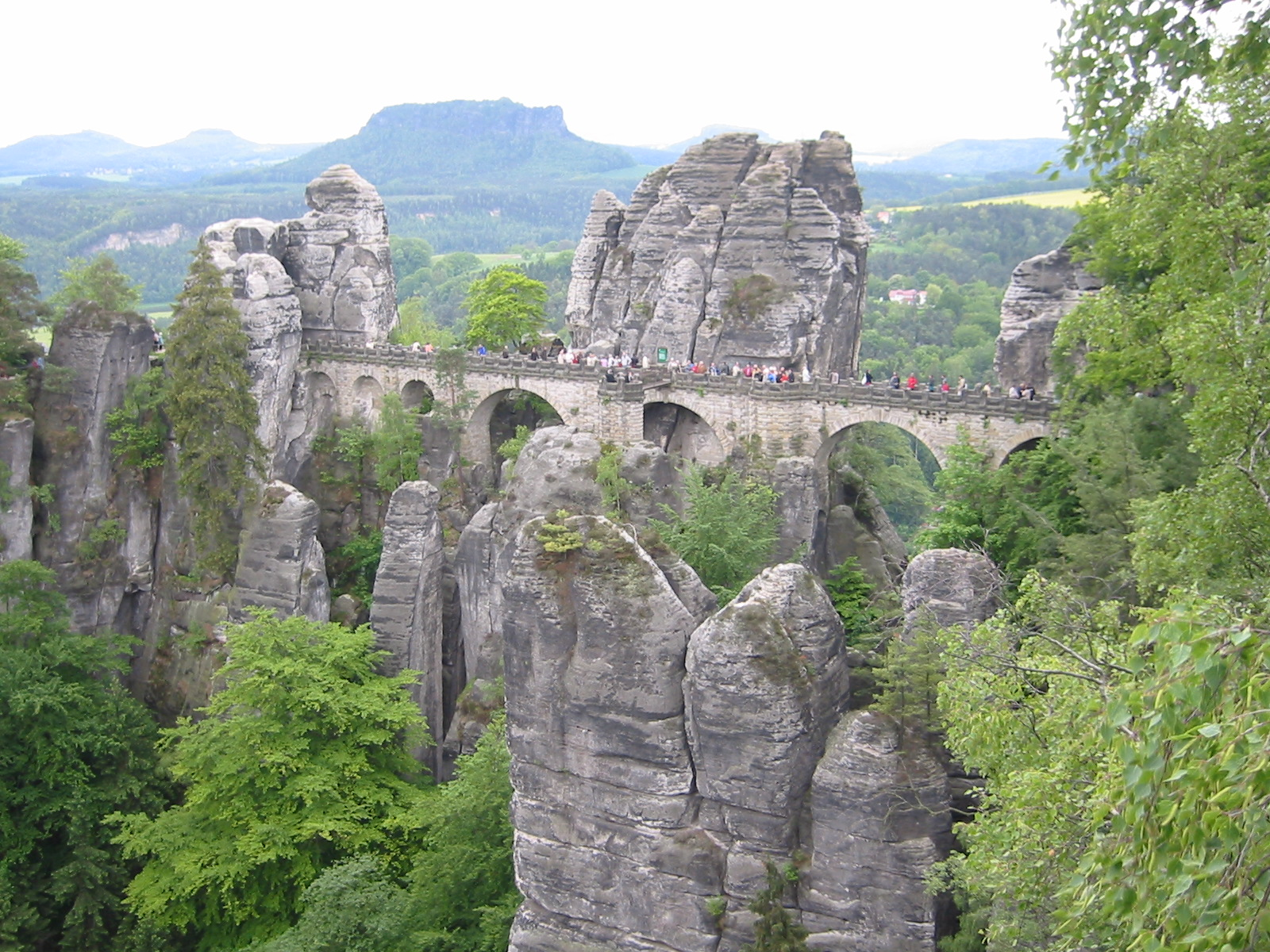
Вид на мост со скалы Фердинандштайн
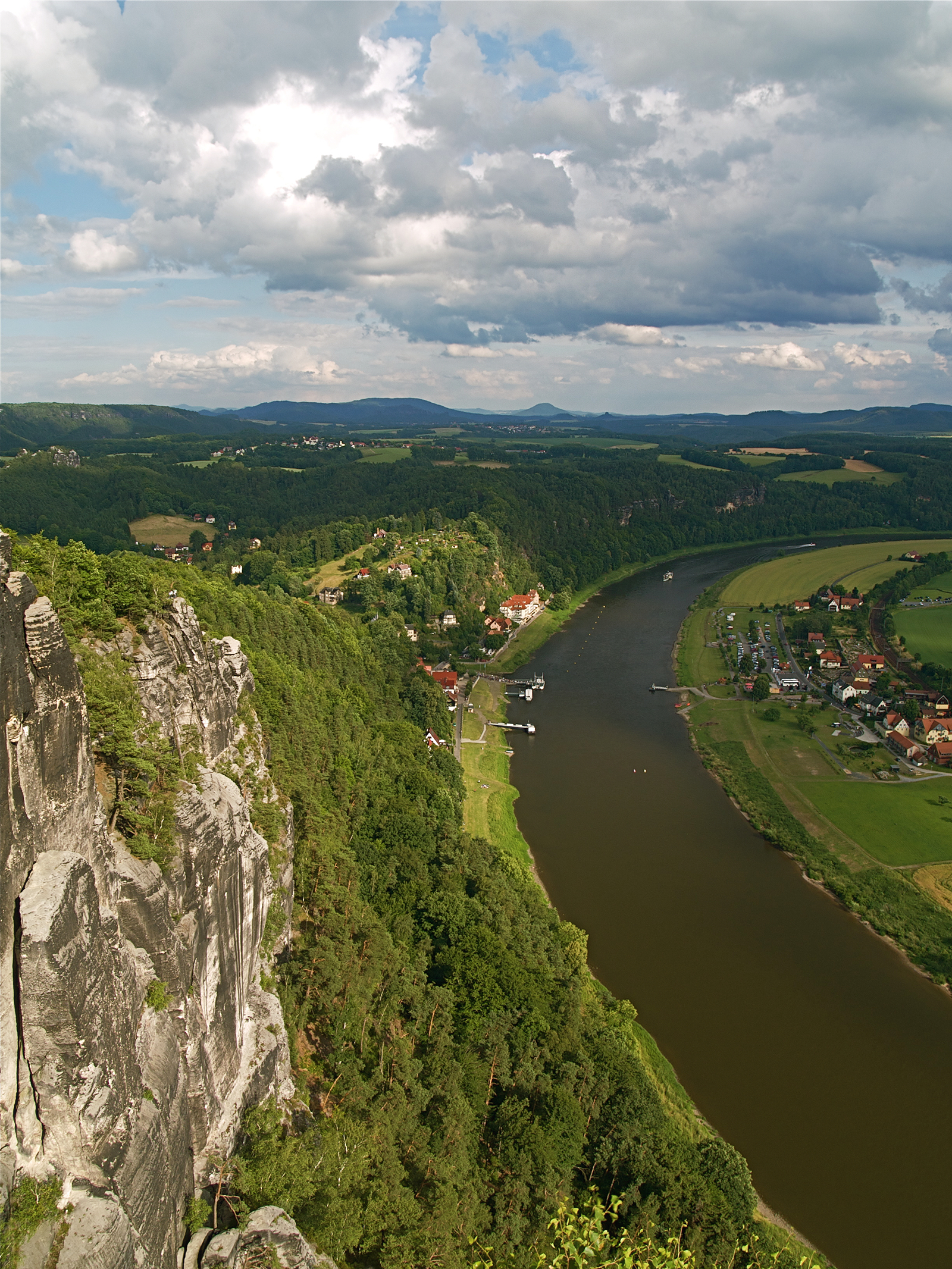
Вид с Бастая на реку Эльба (Саксонская Швейцария)
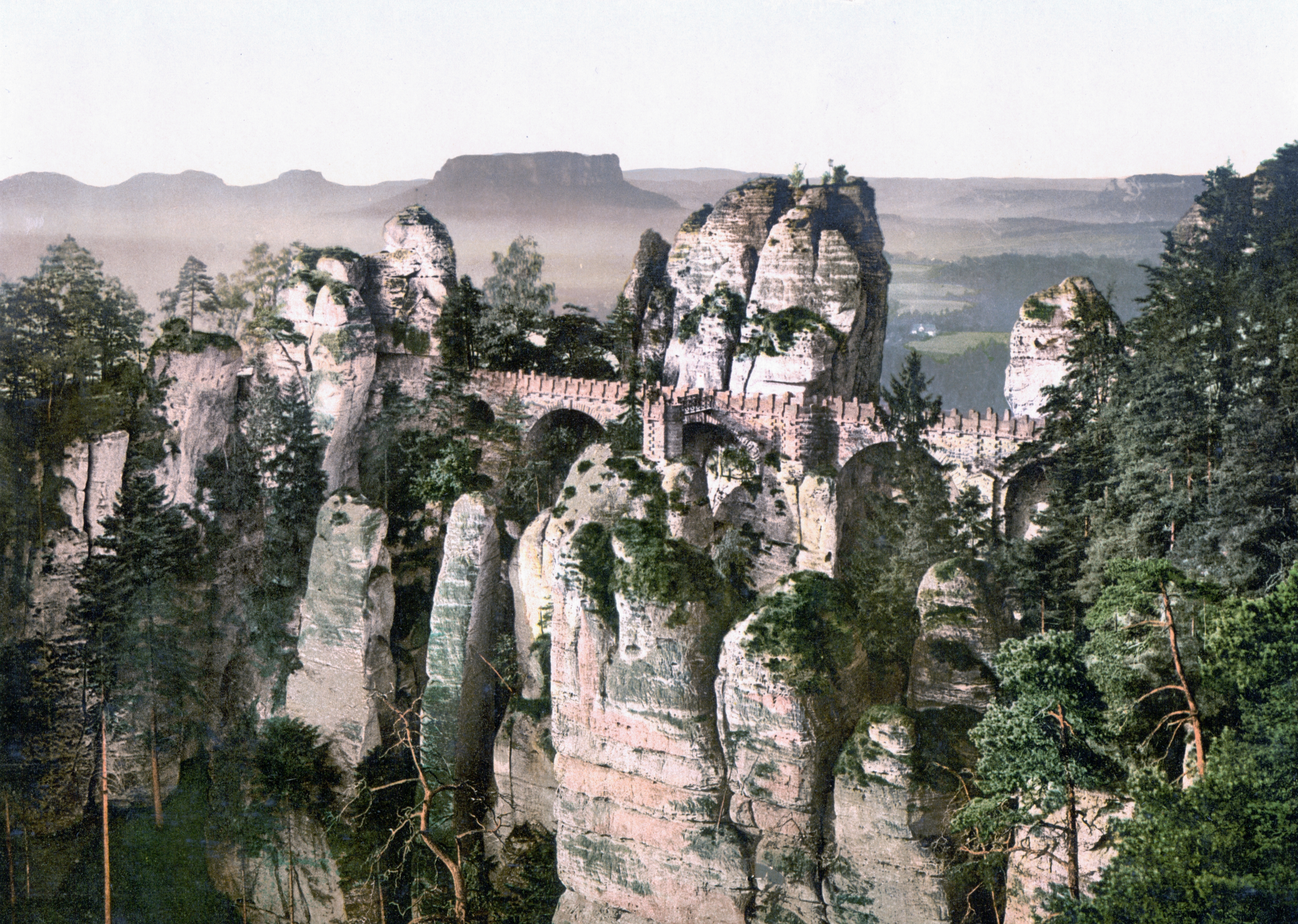
Бастай около 1900